# Béla Wenkheim
Béla Wenckheim (16. února 1811 Körösladány – 7. července 1879 Budapešť) byl maďarský politik. Mezi 2. březnem a 20. říjnem 1875 byl předsedou vlády Uherska. V letech 1867–1869 byl ministrem vnitra, dlouhá léta pak byl ministrem zahraničních věcí (1871–1879), kterýžto post držel až do smrti. Krátce byl též ministrem vnitra (1878). Byl představitelem Deákovy strany, později pak Liberální strany.
Narodil se ve šlechtickém rodě Wenckheimů, což byl německý rod usazený v Uhrách. Vystudoval právo na univerzitě v Pešti, absolvoval roku 1827. Do parlamentu byl prvně zvolen v roce 1839. Zúčastnil se revoluce a boje za nezávislost v roce 1848. Po porážce revoluce musel z vlasti uprchnout, vrátil se po amnestii v roce 1850. V roce 1860, když se uvolnily poměry, se znovu zapojil do politiky. Když si Maďaři vymohli rakousko-uherské vyrovnání, a bylo tak možno v roce 1867 sestavit první samostatnou uherskou vládu, její premiér Gyula Andrássy starší do ní Wenkheima povolal na post ministra vnitra. Rezignoval kvůli onemocnění ledvin, ale již za dva roky přijal funkci ministra zahraničí (jež tehdy nesla oficiální název "ministr zastupující krále"). V této funkci na několik měsíců přijal i premiérství, aniž by opustil resort zahraničí. Roku 1878 si načas přibral i vedení vnitra.